# Ningthoukhong
Ningthoukhong is een nagar panchayat (plaats) in het district Bishnupur van de Indiase staat Manipur. 

## Demografie
Volgens de Indiase volkstelling van 2001 wonen er 10.446 mensen in Ningthoukhong, waarvan 50% mannelijk en 50% vrouwelijk is. De plaats heeft een alfabetiseringsgraad van 67%. 